# Mozarabiska krönikan

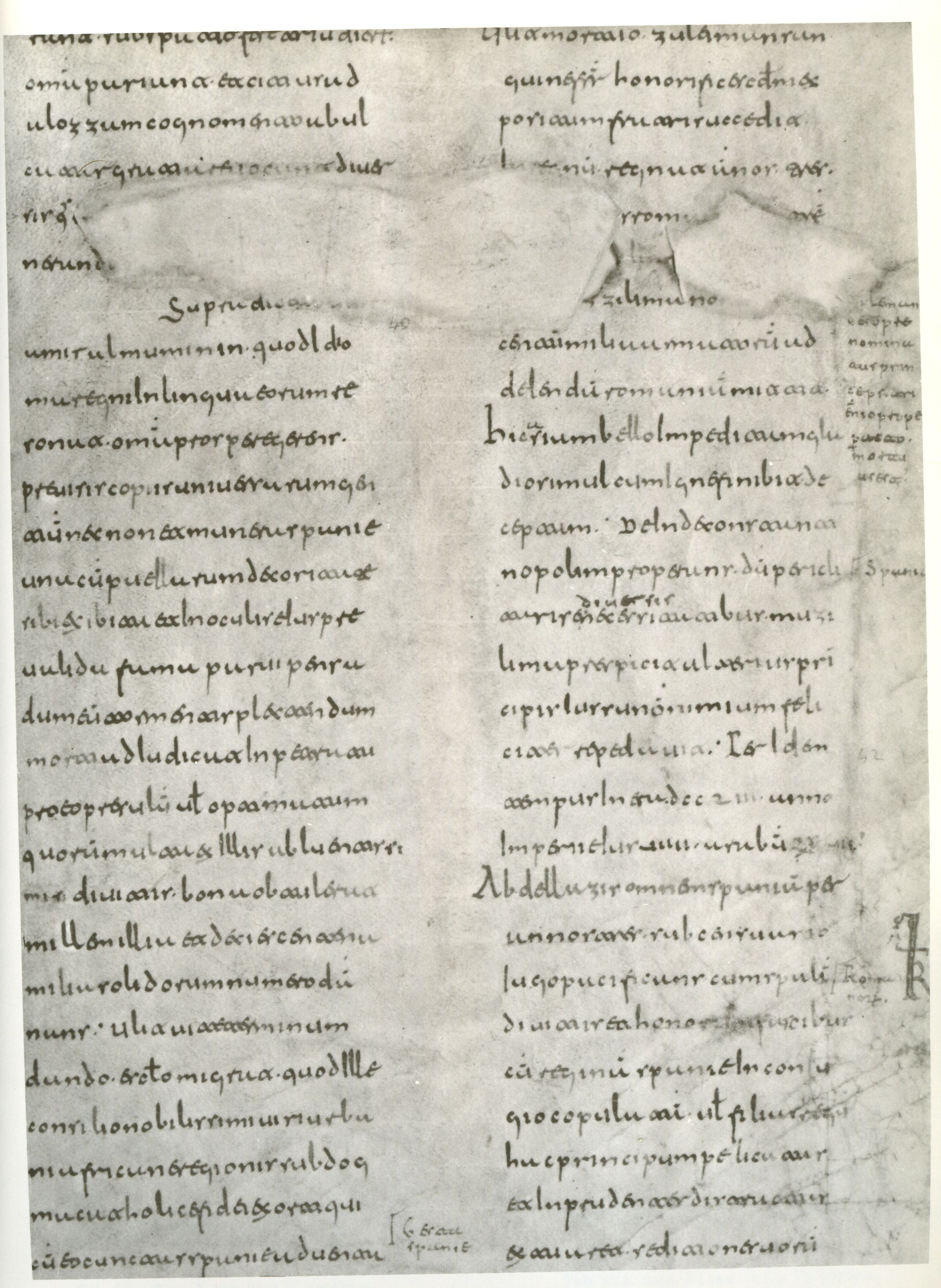
Den Mozarabiska krönikan i handskriften i London, British Library, Egerton 1934, fol. 2r (7-800-talet, vistgotische skrift)

Mozarabiska krönikan är en modern term för en anonymt överförd latinsk tidigmedeltida krönika. Den skrevs år 754 av en kristen författare som troligen var präst och bodde i al-Andalus, den del av den iberiska halvön som styrdes av muslimer. De kristna som levde under muslimskt styre vid den tiden kallas mozaraber. Krönikans nuvarande namn härstammar från denna term. Krönikans värde som källa för en period relativt fattig på källor uppskattas mycket högt av modern forskning. Den anses vara den mest tillförlitliga källan för den sista fasen av det visigotiska riket och beskriver dess förstörelse under den islamiska expansionen. Det är också den äldsta källan som beskriver erövringen av den iberiska halvön.

## Forskningshistoria och benämningar
Skriften var tidigare känd under andra namn. Den förste redaktören, biskop Prudencio de Sandoval, som redigerade krönikan 1615, kallade den Historia de Isidoro obispo de Badajoz ( = Biskop Isidore av Badajoz historiska verk). Han ansåg att en biskop av Pax Iulia vid namn Isidor (Isidorus Pacensis) var författare och identifierade Pax Iulia med Badajoz. Detta var ett dubbelt felaktigt antagande. Isidore var heller inte författaren, inte heller var Badajoz den gamle Pax Iulia. Isidorus Pacensis var snarare en påhittad karaktär som kom till genom ett medeltida stavfel. Det betydde ursprungligen biskopen och historikern Isidore av Sevilla (Isidorus Hispalensis). Han kan inte vara författaren, eftersom han levde på 600-talet. Under tidigmodern tid kallades den påstådda krönikören Isidorus Pacensis eller för Isidor den yngre (Isidorus Iunior) för att skilja honom från Isidor av Sevilla.
1885 publicerade Jules Tailhan en ny upplaga av krönikan i Paris. Han var klar över att biskop Isidor som traditionellt ansetts vara författare inte var krönikans författare. Därför kallade han författaren Anonyme de Cordoue  vilket betyder Anonym av Córdoba, eftersom han trodde att författaren var en invånare i Córdoba. Theodor Mommsen, som redigerade krönikan 1894, kallade den Continuatio Isidoriana Hispana  det vill säga ungefär spansktalande fortsättning [av krönikan] av Isidore av Sevilla. Redaktören Juan Gil introducerade namnet Chronica Muzarabica 1973. En annan redaktör, José Eduardo López Pereira, kallade verket Mozarabic Chronicle of 754 i sin utgåva från 1980 vilket är uppslagsordet för krönikan på engelska wiki.

## Författare och innehåll
Den mozarabiska krönikan är en av olika krönikor från senantiken och behandlar perioden från kejsar Herakleios trontillträde till 754. Händelserna i provinsen Hispania står i fokus, men krönikören behandlar också det bysantinska rikets och kalifatets historia. Det finns fel i beskrivningen men tillförlitligheten ökar ju närmare krönikören kommer sin egen tid. Han ger värdefull information, särskilt om omständigheterna kring den arabiska erövringen av Hispania, som han beskriver som en katastrof, och om den period som följde fram till 754. Krönikören dömer de arabiska härskarna i enlighet med deras förtjänster eller onda gärningar, utan religiösa fördomar. Krönikan ger beröm till några av dem. Krönikören undviker att ta upp de religiösa motsättningarna mellan kristna och muslimer och uttalar sig inte om islam. Han refererar till dem i etniska termer som araber, morer eller saracener. Han anklagar en av de arabiska guvernörerna i al-Andalus, Yahya ibn Sallama al-Kalbi 726–728, för att vara en fruktansvärd och grym härskare.
Ingenting är känt om författaren, förutom att han var kristen och med stor sannolikhet präst. Han måste ha haft tillgång till information från muntliga eller skriftliga arabiska källor och han kan ha arbetat för den arabiska administrationen. Córdoba, Toledo eller Murcia anses av olika forskare vara hans hemvist. En vistelse i Córdoba kan indirekt härledas från hans egna ord. Hans goda kunskaper om senantik och tidigmedeltida litteratur pekar på ett viktigare kulturcentrum som Toledo. Krönikan använde olika system för datering, inklusive den spanska eran som började 38 f.Kr., den islamiska kalendern och de bysantinska kejsarnas och kalifernas regeringstid. Han uppger att han också har skrivit ett mer detaljerat historiskt verk, som han kallar epitoma. Den handlade om inbördeskrigets  i al-Andalus (Spanien) på  740-talet och har inte bevarats.
En annan krönika från 700-talet, känd som Krönikan från 741 eller Chronica Byzantia-Arabica, behandlar Spanien endast marginellt och ägnas främst åt händelser i östra Medelhavet. Krönikan skrevs dock på den iberiska halvön, eftersom krönikören daterar sig efter den spanska eran. Den tidigare uppfattningen att författaren till den mozarabiska krönikan kände till detta verk och att han använde den har visat sig vara felaktig.
Författaren till den mozarabiska krönikan presenterar det visigotiska rikets fall på ett helt annat sätt än krönikor om det kristna kungariket Asturien. Asturien kungarike började på 800-talet och formade den medeltida och tidigmoderna historieskrivningen i Spanien. De legender som de asturiska krönikörerna har fört fram påstår att den visigotiske kungen Wittiza var en av de huvudskyldiga till det visigotiska rikets nedgång och fall, och att Wittzas söner samarbetade med de attackerande muslimerna och därmed bidrog väsentligt till visigoternas nederlag, förekommer inte i mozarabiska krönikan, utan han bedömer Wittizas regeringstid positivt. Hans beskrivning bidrog i hög grad till att modern forskning kunde avslöja legenden om förräderiet.
Den mozarabiska krönikan skrevs på mycket vulgärt latin, och är en av de svåraste latinska texterna från tidig medeltid. Det är ett vittnesbörd om att de latinska språkkunskaperna bland bildade mozaraber försämrades under 700-talet. Medeltida historiker som använde den mozarabiska krönikan inkluderar Ahmad ibn Muhammad ibn Musa ar-Razi (900-talet), den okände författaren till Historia Pseudo-Isidoriana  från 1100-talet, och Rodrigo Jiménez de Rada.

## Utgivningar och översättningar
- Juan Gil (utgivare): Chronica Hispana saeculi VIII et IX (= Corpus Christianorum. Continuatio Mediaevalis, Bd. 65). Brepols, Turnhout 2018, S. 325–382 (kritische Edition)
- José Eduardo López Pereira (utgivare): Crónica Mozárabe de 754, Zaragoza 1980, latinsk utgåva med  spansk översättning.
- Kenneth Baxter Wolf (utgivare): Conquerors and Chroniclers of Early Medieval Spain, 2 upplagan, Translated Texts for Historians. Liverpool University Press, Liverpool 1999, S. 25–42 introduktion och 111–160 (engelsk översättning)
- Continuatio Isidoriana Hispana a. DCCLIV. i Theodor Mommsen (utgivare): Auctores antiquissimi 11: Chronica minora saec. IV. V. VI. VII. (II). Berlin 1894, S. 323–369 (Monumenta Germaniae Historica,)